# Karabin Hall-North M1843
Karabin Hall-North M1843 – amerykański odtylcowy karabin kapiszonowy, posiadający zamek skrzynkowy oraz umieszczony centralnie kurek. Był używany podczas wojny amerykańsko-meksykańskiej oraz wojny secesyjnej.

## Obsługa
Aby załadować karabin, należało odciągnąć kurek, a następnie otworzyć zamek znajdującą się na prawym boku dźwignią. Po umieszczeniu w środku pocisku z naważką prochu w papierowej tulejce można było zamknąć komorę; po umieszczeniu na kominku kapiszona, broń gotowa była do strzału.